# China UnionPay

Das Logo des Unternehmens

China UnionPay (chinesisch 中国银联), auch bekannt als UnionPay (chinesisch 银联) oder als Abkürzung CUP, ist die einzige Kreditkartenorganisation in der Volksrepublik China. Die Organisation wurde im März 2002 gegründet und ist eine Vereinigung der kartenausgebenden Banken Chinas unter Aufsicht der chinesischen Zentralbank.

## Geschichte
China UnionPay wurde am 26. März 2002 in Shanghai von der chinesischen Zentralbank gegründet. Die beteiligten Banken waren die Industrial and Commercial Bank of China (ICBC), die Agricultural Bank of China (ABC), die Bank of China (BOC) und die China Construction Bank (CCB). CUP war Nachfolger des Golden Card Project, welches 1993 gestartet worden war. CUP kann seit Ende 2005 auch für Zahlungen im Ausland genutzt werden. Bis August 2014 hatte das Unternehmen 2,3 Milliarden Kreditkarten in 14 Ländern ausgegeben.
Seit 2015 sind Auslandsbarabhebungen für UnionPay-Karteninhabern durch das staatliche chinesische Devisenamt auf jährlich 100.000 Yuan begrenzt.
Um die Präsenz auf dem europäischen Markt zu stärken, ist das Unternehmen Ende 2017 eine Vertriebskooperation mit Concardis eingegangen.
Im Dezember 2017 initiierte das Unternehmen über 30 chinesischen Finanzunternehmen die Anwendung Mobile QuickPass für mobile Zahlungen. Im Januar 2020 gab der Online-Bezahldienst PayPal seine Kooperation mit China UnionPay bekannt.

## Akzeptanz

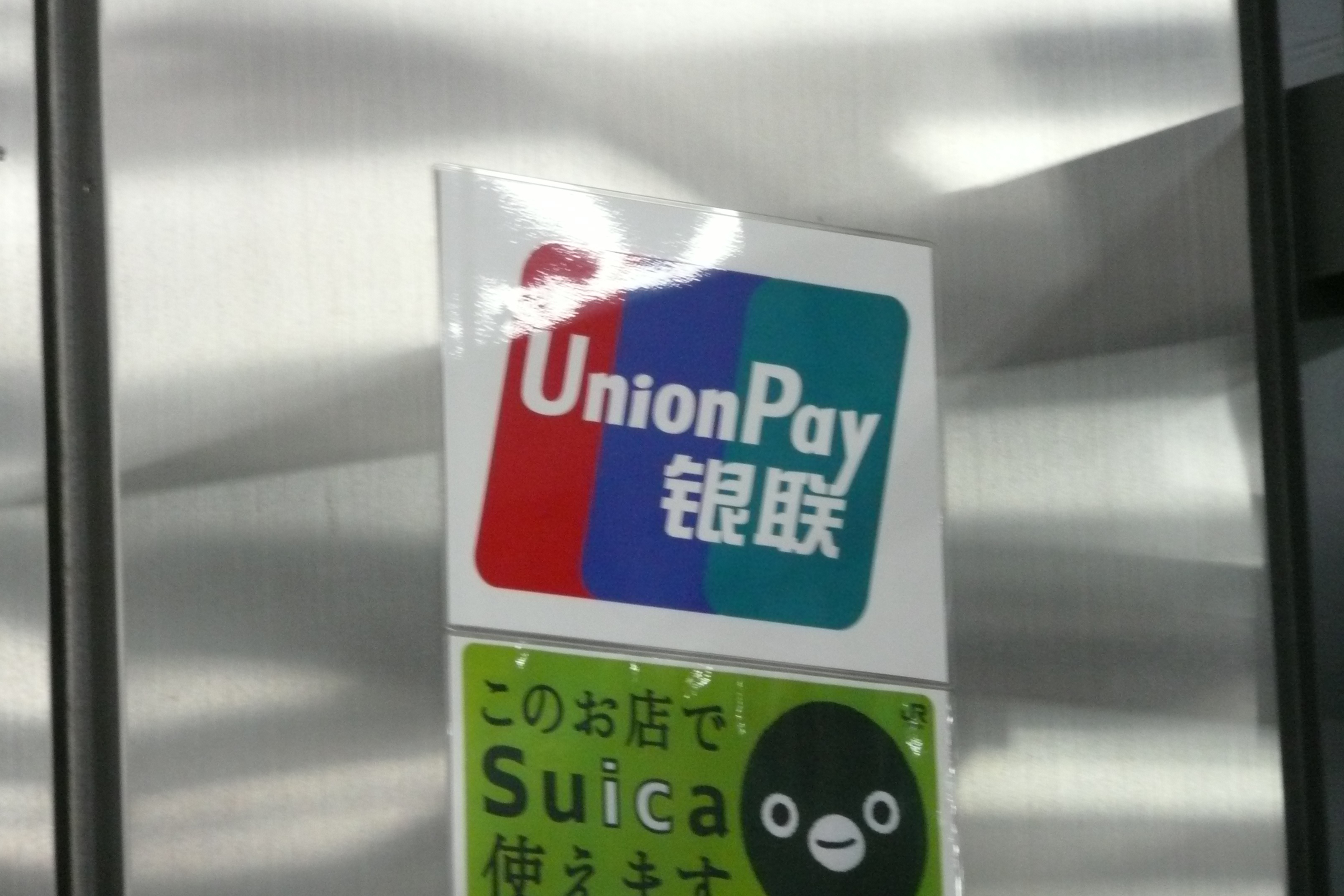
Schild am Point of Sale

Außerhalb von China kann die Kreditkarte an vielen Geldautomaten eingesetzt werden. CUP versucht mit Banken in Nordamerika, Westeuropa und Asien Beziehungen aufzubauen. Im Sommer 2018 konnte UnionPay in 170 Regionen und Ländern bei 25 Millionen Händlern und an 1,7 Millionen Geldautomaten genutzt werden. Darunter waren auch 69 internationale Fluggesellschaften.
In Deutschland wird die Karte bei über 30.000 Einzelhändlern, unter anderem Kaufhof, Karstadt, Bucherer, Christ, Douglas, Swarovski, Louis Vuitton und Hermès, akzeptiert.

## Kontaktlose Zahlung
Neuere UnionPay-Karten unterstützen die kontaktlose Zahlung (unter dem Markennamen QuickPass). Ähnlich wie bei girogo (und anders als bei MasterCard PayPass bzw. Visa payWave) handelt es sich hierbei um eine zusätzliche Guthabenfunktionalität auf der Karte. Kontaktloszahlungen greifen nicht auf das eigentliche Kartenkonto zu. Im Januar 2018 wurde zusammen mit Huawei die globale Expansion des mobilen Zahlungsdienstes Huawei Pay angekündigt. Als erstes Land außerhalb Chinas soll der Dienst in Russland aufgeschaltet werden, da dort bereits 85 % der POS-Terminals und Geldautomaten die Karten von China UnionPay akzeptieren und von russischen Banken bereits über 1,3 Millionen UnionPay-Bankkarten ausgegeben wurden.

## Mitgliedsbanken
- Agricultural Bank of China
- Bank of China
- Bank of Communications
- China Construction Bank
- China Everbright Bank
- China Merchants Bank
- China Minsheng Banking Corporation
- CITIC
- Guangdong Development Bank
- Huaxia Bank
- Industrial Bank
- Industrial and Commercial Bank of China (ICBC)
- Shanghai Pudong Development Bank
- Shenzhen Development Bank
- Taizhou City Commercial Bank